# Mīnaq
Mīnaq (persiska: مِينَ, مينَ, مینق) är en ort i Iran.   Den ligger i provinsen Östazarbaijan, i den nordvästra delen av landet, 500 km nordväst om huvudstaden Teheran. Mīnaq ligger 1 601 meter över havet och antalet invånare är 815.
Terrängen runt Mīnaq är kuperad åt nordost, men åt sydväst är den platt.Runt Mīnaq är det ganska glesbefolkat, med 35 invånare per kvadratkilometer. Närmaste större samhälle är Herīs, 12,4 km öster om Mīnaq. Trakten runt Mīnaq består i huvudsak av gräsmarker.